# MathType
MathType is een formule-editor, die vanuit Word kan worden aangeroepen. De editor, die vooral in de exacte wetenschap wordt gebruikt, is een product van het Amerikaanse bedrijf Design Science. 
De interne representatie van de formules is dezelfde als bij de tekstverwerker TeX.